# Bibliothèque communale Arthur Rimbaud
La bibliothèque communale Arthur Rimbaud est une bibliothèque située le long du boulevard Alfred Defontaine à Charleroi (Belgique). Elle a été construite en 1964 par les architectes Charles Bailleux et Georges Simon pour la ville de Charleroi.

## Histoire
La construction de la bibliothèque est née de l'initiative de la ville de Charleroi pour répondre à la demande de culture et de loisirs au niveau de la ville et de la région. Le bâtiment s'intègre dans le complexe scolaire de Cobaux. La bibliothèque était anciennement installée dans le conservatoire de la ville de Charleroi à la rue du Laboratoire. Ce bâtiment est maintenant occupé par l'Athénée Vauban après la construction du nouveau conservatoire à la rue Adolphe Biarent en 1964.

## Architecture
Le programme architectural de la bibliothèque est développé sur trois niveaux, en surface et en sous-sol. Le rez-de-chaussée et le sous-sol sont destinés aux jeunes et aux enfants, le premier étage est la section des adultes et le deuxième étage la réserve. L'ensemble des espaces est très sobre, meublé par la conception des architectes, qui se distingue par la matérialité du bois et du métal. Ce design est né de la volonté de donner de l'élégance et de la flexibilité à ce lieu culturel. La façade principale est très simple, caractérisée par de grandes baies vitrées à cadre métallique et une structure en béton apparent. La solution adoptée veut privilégier une relation éclairante depuis le boulevard.
À l'intérieur de la bibliothèque se trouvent des sculptures et œuvres d'art d'Émile Souply, Pierre Cordier et Philippe Delsaut.